# Christian Metz
(Semiologia del cinema, p. 200)
Christian Metz (Béziers, 12 dicembre 1931 – Parigi, 7 settembre 1993) è stato un semiologo e critico cinematografico francese.

## Biografia
Tra i più noti, a livello internazionale, semiologi del film e teorici cinematografici, è stato uno dei primi ad applicare in Francia la linguistica di Ferdinand de Saussure e Louis Trolle Hjelmslev al cinema, sviluppando una semiotica di grande impatto, nella prima metà degli anni 1970, sugli studi del settore. Contemporanei ai suoi studi sono quelli di Raymond Bellour e Jean-Louis Baudry.
Ha insegnato all'École des hautes études en sciences sociales (EHESS) e ha collaborato a diverse riviste a cavallo tra strutturalismo, cinema, psicoanalisi e linguistica, prestando attenzione anche alla "cultura visiva" di Rudolf Arnheim e ottenendo a propria volta grande attenzione. 
La sua ricerca è cominciata con l'articolo del 1964, Le cinéma, langue ou langage? sulla rivista "Communications" (rivista centrale degli studi semiologici francesi, ospite anche di articoli di Claude Lévi-Strauss, Edgar Morin, Roland Barthes, Gérard Genette, Algirdas Julien Greimas ecc.), dove si domandava quale tipo di linguaggio sta dietro un film e se eventualmente ne esistesse una grammatica.
Dopo l'analisi della struttura narrativa dei film che Metz chiamava Grand Syntagmatique, attraverso la quale sviluppò pionieristicamente una categorizzazione delle scene (dette, appunto, sintagmi), interessandosi al film come struttura e racconto, si è rivolto alle teorie di Sigmund Freud e Jacques Lacan sulla fase dello specchio e i meccanismi del sogno e del voyeurismo, per spiegare i fenomeni percettivi e organizzativi del racconto filmico dal punto di vista del soggetto percettivo.
I suoi lavori furono criticati duramente da Jean-François Tarnowski sulla rivista Positif n. 158 (con l'articolo De quelques problèmes de mise en scène: à propos de Frenzy d'Alfred Hitchcock, aprile 1974) e n. 188 (con l'articolo De quelques points de théorie du cinéma, dicembre 1976), e più tardi da Jean Mitry con il libro La Sémiologie en question (1987). Metz aveva invece in precedenza analizzato Esthétique et psychologie du cinéma (1963-1965) di Mitry.
Nel 1993 Metz, dopo un lungo declino per malattia, si suicidò a 62 anni.

## Opere
- Essai sur la signification au cinéma I (1968), trad. Adriano Aprà e Franco Ferrini, Semiologia del cinema: saggi sulla significazione del cinema, Garzanti, Milano 1972
- Langage et cinéma (1971), trad. Alberto Farassino, La significazione del cinema, presentazione di Gianfranco Bettetini, Bompiani, Milano 1975
- Essai sur la signification au cinéma II (1973), trad. Alberto Farassino, La significazione nel cinema, nuova ed. Bompiani, Milano 1995
- Le Signifiant imaginaire: psychanalyse et cinéma (1977), trad. Daniela Orati, Cinema e psicanalisi: il significante immaginario, Marsilio, Venezia 1980
- Essais sémiotiques (1977)
- L'énonciation impersonnelle, ou le site du film (1991), trad. Gioia Costa, L'enunciazione impersonale, Editoriale Bios, Cosenza 1992; trad. Antonietta Sanna, L'enunciazione impersonale, o Il luogo del film, a cura di Augusto Sainati, ESI, Napoli 1995